# 삼성 갤럭시 스타
삼성 갤럭시 스타는 삼성전자에서 제조한 보급형 스마트폰이다. 2013년 4월에 발표되었고, 이후 2013년 5월에 출시되었다. 이 기기는 삼성 갤럭시 시리즈에서 가장 저렴한 스마트폰이다. 다른 모든 삼성 갤럭시 스마트폰과 마찬가지로, 갤럭시 스타는 안드로이드 모바일 운영체제에서 실행된다. 이 전화기는 단일 SIM 버전(GT-S5280)과 듀얼 SIM 버전(GT-S5282) 두 가지로 제공된다. 이 전화기는 노키아 아샤 시리즈의 스마트폰뿐만 아니라 마이크로맥스, 카본, Spice Digital, Lava International 및 셀콘과 같은 인도 제조업체의 저가형 스마트폰과 경쟁한다. 이 기기는 저가형 스마트폰이 매우 인기 있는 인도, 파키스탄, 스리랑카, 네팔, 방글라데시, 미얀마, 필리핀, 인도네시아 등의 일부 아시아 국가와 모로코, 알제리, 남아프리카 공화국, 포르투갈, 프랑스, 독일, 러시아, 우크라이나에서 사용할 수 있다. 많은 사용자들은 이 기기의 기능이 기본적이며, 이름이 암시하듯이 첫 스마트폰을 사용하는 어린이 또는 십대들을 위한 보급형 스마트폰으로 보고 있다.

## 사양

### 하드웨어
갤럭시 스타는 스마트폰의 슬레이트 폼 팩터를 따르며, 플라스틱 외관을 특징으로 한다. 이 전화기는 1 GHz 싱글 코어 ARM Cortex-A5 프로세서와 Mali-300 그래픽 프로세서를 탑재했으며, 512 MB RAM과 4 GB의 내부 저장소를 갖추고 있으며, 이 중 2 GB는 사용자가 사용할 수 있다. 내부 저장소는 microSD 카드를 사용하여 32 GB까지 확장할 수 있다. 이 기기에는 자연스러운 제스처를 전화기의 명령으로 변환하도록 고안된 가속도계가 있다. 예를 들어, 전화가 울리고 사용자가 전화기를 뒤집으면 벨이 울리지 않거나, 사용자가 블루투스 또는 무선 인터넷 연결을 설정하려면 기기를 흔들면 자동으로 연결된다. 하지만 사용자들은 이러한 제스처가 종종 제대로 인식되지 않아 기기가 원치 않는 작업을 수행하는 경우가 많다고 지적했다. 이러한 기능을 갖춘 최초의 기기는 아니며, HTC 디자이어 Z가 2010년에 이러한 기능을 도입했다. 멀티터치 지원과 함께 133 ppi의 240x320 px 해상도를 가진 3인치 QVGA LCD 정전식 터치스크린 디스플레이를 특징으로 한다. 또한 2배 광학 줌과 QVGA 비디오 녹화를 지원하는 2 MP 후면 카메라를 제공하지만, 전면 카메라는 제공되지 않는다. 이 기기는 microSIM 카드를 사용해야 한다. 이 전화기는 1200 mAh 리튬 이온 전지로 작동한다. 갤럭시 스타의 배터리는 빠르게 소모되지만, 단일 SIM으로 적당히 사용하면 최대 2일까지 지속될 수 있다.

#### 갤럭시 스타 GT-S5282
갤럭시 스타 GT-S5280과 갤럭시 스타 GT-S5282는 거의 동일하며, 유일한 차이점은 후자가 듀얼 SIM 전화기라는 점이다. SIM 카드 슬롯이 하나 더 있다. 한 번에 하나의 SIM만 사용되며, 기기의 SIM 카드 관리자를 사용하여 SIM을 전환한다.
갤럭시 스타 GT-S5283
갤럭시 스타 GT-S5283은 삼성 갤럭시 스타 트리오스(Samsung Galaxy Star Trios)로도 알려져 있으며, 2014년 2월에 출시된 또 다른 갤럭시 스타 버전이다. 하단의 "TRIOS" 브랜딩에서 볼 수 있듯이, 트리플 SIM 기능을 갖춘 유일하게 알려진 삼성 전화기이다. 사양 등 더 자세한 정보는 여기에서 볼 수 있다.

### 연결성
대부분의 다른 스마트폰과 달리 갤럭시 스타는 EDGE 네트워크에서만 작동하며, 3G 연결은 지원하지 않는다. 또한 GPS 내비게이션도 지원하지 않는다. 하지만 Wi-Fi 연결과 블루투스 4.0을 지원한다.

### 소프트웨어
다른 모든 삼성 갤럭시 스마트폰과 마찬가지로 갤럭시 스타는 안드로이드 모바일 운영체제에서 실행된다. 2011년에 판매된 플래그십 전화기뿐만 아니라 2012년에 판매된 보급형 기기와 마찬가지로, 삼성은 삼성 갤럭시 카메라와 갤럭시 스타를 시작으로 일부 보급형 기기에서만 최신 버전의 터치위즈를 지원한다. 따라서 삼성은 안드로이드 4.1.2 젤리빈 기반의 터치위즈 네이처 UX 하에서만 갤럭시 스타를 지원하며, 삼성 키스는 터치위즈 네이처 UX 이외의 버전에서 실행되는 갤럭시 스타 기기에 업데이트 설치를 차단한다. 이로 인해 삼성은 배터리 수명을 늘리기 위해 CPU 사용이 더 효율적인 방식으로 이루어진다고 밝혔다. 다른 삼성 스마트폰과 마찬가지로 이 기기는 삼성의 터치위즈 UX 네이처 사용자 인터페이스를 기본 사용자 인터페이스로 사용하며, 다른 타사 사용자 인터페이스를 사용하는 것도 가능하다. 기본적으로 다른 안드로이드 스마트폰과 마찬가지로 구글 크롬, Gmail, 구글+, 구글 행아웃 등 구글 제품이 전화기에 제공된다. 이 기기는 구글 플레이 스토어에도 접근할 수 있지만, 보급형 스마트폰이므로 새로운 애플리케이션이나 많은 처리 능력과 메모리를 요구하는 애플리케이션은 기기에 설치할 수 없다. 다른 삼성 스마트폰과 마찬가지로 챗온 및 삼성 앱스와 같은 삼성 애플리케이션도 사전 설치되어 있다.

## 평가
삼성 갤럭시 스타는 출시 후 엇갈린 평가를 받았다. 가격, 사용자 경험 및 배터리 수명에 대해서는 호평을 받았지만, 작은 화면, 기능 부족 및 성능에 대해서는 비판을 받았다. 많은 사용자들은 이 기기의 기능이 기본적이며, 보급형 스마트폰으로 보고 있다.
타임스 오브 인디아에 따르면, 갤럭시 스타는 "귀엽게" 보이고, 괜찮은 화면과 괜찮은 배터리 수명을 가지고 있으며, 좋은 사용자 경험을 제공하지만, 작은 화면, 낮은 해상도 및 실망스러운 성능과 같은 단점도 있다. ReviewGuidelines.com은 이 전화기의 메모리, 와이파이, 블루투스, 터치스크린 디스플레이 및 디자인을 칭찬하면서, 기능 부족과 기능성을 비판했다. Techpinas.com에 따르면, 삼성 갤럭시 스타는 사용자에게 적절한 모바일 경험을 제공할 수 있는 괜찮은 기기이다. 화면은 기본적이지만, 이 기기가 보급형 스마트폰이라는 점을 고려하면 이해할 수 있다. 또한 웹 브라우징 및 통신과 같은 기본 기능에서 탁월하다.
인터넷의 많은 개별 리뷰어들은 현대 스마트폰의 표준이 된 GPS가 없다는 이유로 이 기기를 비판했다. 리뷰어들은 삼성 이 운영체제를 수정하여 배터리 소모를 제어한 결과 배터리 수명 면에서 이 전화기가 탁월하다는 데 동의했다. 이 기기가 2MP 고정 초점 후면 카메라를 가지고 있음에도 불구하고, 리뷰어들은 이 카메라가 적절한 화질로 선명한 사진을 찍을 수 있다는 것을 발견했다.